# Annella
Annella is een geslacht van zachte koralen uit de familie Subergorgiidae.

## Soorten
- Annella mollis (Nutting, 1910)
- Annella reticulata (Ellis & Solander, 1786)